# Волковысский военно-исторический музей имени П. Багратиона
Волковысский военно-исторический музей им. П. И. Багратиона (бел. Ваўкавыскі ваенна-гістарычны музей імя П.І. Баграціёна) — музей в Волковыске Гродненской области. Музей назван в честь генерала Петра Ивановича Багратиона (1765—1812), ставка 2-й западной армии которого перед началом войны 1812 года располагалась в Волковыске. Теперь в здании, где находилась штаб-квартира 2-й западной армии, располагается сам музей.

## История
Создание музея связано с именем краеведа-любителя Георгия Иосифовича Пеха (1897—1969), долгое время занимавшегося изучением истории города. Особое внимание Пех уделял древней истории города, в связи с чем неоднократно проводил археологические раскопки. В 1935 году на основе своих богатых личных коллекций он открыл в Волковыске музей краеведческой направленности. После Польского похода РККА и включения Волковыска в состав БССР на основе коллекций прежнего музея 1 января 1940 года был открыт обновлённый Волковысский краеведческий музей, директором которого стал Пех. В 1940 году Пех вместе с сотрудниками Гродненского музея начал раскопки Шведской горы в Волковыске и в окрестностях, что заметно пополнило фонды музея.
Во время Великой Отечественной войны фонды музея были разграблены, сам музей был закрыт.
Повторное открытие музея состоялось осенью 1948 года. В 1950 году перед музеем установлен бюст Багратиона работы известного скульптора Заира Азгура. В 1953 году Волковысский краеведческий музей был преобразован в военно-исторический с присвоением ему имени Петра Ивановича Багратиона.

## Современное состояние
Музей расположен в двух зданиях, площадью около тысячи м². Фонды музея насчитывают более 46 тыс. единиц хранения, из которых постоянно экспонируется около 1 600. Среди постоянно действующих экспозиций — «Древний Волковыск в X—XIII вв. Борьба славянских народов с иноземными захватчиками», «Военное искусство в XIV — начале XIX в.», «Отечественная война 1812 года» и «Войны XX века».
Сотрудники музея занимаются дальнейшим изучением истории города, как древнейшей, так и новой и новейшей. Важным направлением деятельности музейных работников остаётся пополнение фондов музея новыми экспонатами. В связи с военно-историческим профилем много внимания уделяется разработке военной тематики. Так, музей располагает богатой коллекцией французского оружия и обмундирования, отдельный стенд занимает коллекция значков французских головных уборов — это объясняется произошедшей поблизости во время войны 1812 года Волковысской битве. Значительное внимание уделяется изучению партизанского и подпольного движения в Волковыске и окрестностях, а также освобождению города в ходе операции «Багратион».
Музей работает: с 10.00 до 17.00 ч. Выходной — понедельник. Телефон: 801512 (20667) (20580) (97017)